# KMS (motorfiets)
KMS is een Duits historisch Duits motorfietsmerk.
De bedrijfsnaam was: Kunz & Müller, Stuttgart.
De geschiedenis van het merk "KMS" lijkt veel op die van Stolco, dat eveneens in Stuttgart was gevestigd. Allebei begonnen ze motorfietsen te maken in 1922, aan het prille begin van de Duitse "Motorboom", die grofweg van 1922 tot 1926 zou duren. Beide kochten ze hun 142cc-inbouwmotoren in bij Hans Grade in Magdeburg. Beiden beëindigden ze productie ook in 1924, maar in dat laatste jaar leverden Kunz & Müller ook eigen 196cc-kopklepmotoren.